# El Casot (Rupit i Pruit)
El Casot és una masia de Rupit i Pruit (Osona) inclosa a l'Inventari del Patrimoni Arquitectònic de Catalunya.

## Descripció
Masia de planta rectangular assentada sobre el desnivell del terreny. Presenta dos cossos, un de més alçada que l'altre. Ambdós estan coberts a dues vessants i amb el carener paral·lel a la façana la qual es troba orientada a ponent. A la banda de tramuntana hi ha unes escales que donen accés directe al primer pis on s'ubica el paller (hi ha unes antigues finestres tapiades amb totxo). A llevant hi ha petites obertures i a la banda de ponent s'hi troba el portal que dona accés a la casa, el qual és de forma rectangular i un cobert que s'adossa a l'extrem dret. El materials constructius són el granit i altres pedres unides amb morter de calç així com alguns afegitons de totxo arrebossats al damunt.

## Història
Masia d'escàs valor artístic, adscrita a l'antiga parròquia de Sant Joan de Fàbregues documentada des del 968 i avui englobada a la parròquia de Sant Miquel de Rupit. No tenim cap notícia constructiva que ens permeti situar històricament el Casot.